# Parc del Mirador del Poble-sec
El parc del Mirador del Poble-sec es troba a la muntanya de Montjuïc, al districte de Sants-Montjuïc de Barcelona. Va ser realitzat entre 1995 i 1997 amb un projecte de Patrizia Falcone.

## Descripció
Es troba en el vessant nord-oest de la muntanya de Montjuïc, que dona al barri del Poble-sec, d'aquí el seu nom. Està flanquejat pel parc de la Primavera i els jardins de Mossèn Costa i Llobera, mentre que, després de l'ascens per la muntanya, va a parar als jardins de Miramar, dissenyats per Jean Claude Nicolas Forestier, el qual havia planificat en aquest costat de la muntanya un accés monumental del que només es van realitzar les escales, que van des del port fins a la plaça de l'Armada, a la part alta del mirador. Es tratar d'un parc classificat de forestal, ja que en la seva major part constitueix una zona de bosc propi de la muntanya. En aquesta zona s'havien edificat a principis del segle xx algunes barraques, que van ser enderrocades quan es va construir la carretera de Montjuïc. Els elements més elaborats del parc es troben en la part baixa, on hi ha pistes de petanca, taules de ping-pong, àrees de jocs infantils i una llarga pèrgola per donar ombra. També en aquesta zona destaca un estany plantat amb plantes aquàtiques, on cau l'aigua a través d'una cascada escalonada que es vessa des d'un altre estany situat a un nivell superior.

## Vegetació
Entre les espècies presents al parc es troben: la xicranda (Jacaranda mimosifolia), el lledoner (Celtis australis), l'alzina (Quercus ilex), l'acàcia (Robinia pseudoacacia), l'om de Sibèria (Ulmus pumila), l'acàcia del Japó (Sofora japonica), el xiprer (Cupressus sempervirens), el pi blanc (Pinus halepensis), el pi pinyer (Pinus pinea), el fals pebrer (Schinus molle), l'arbre de l'amor (Cercis siliquastrum), el sapindal (Koelreuteria paniculata), la glicinia (Wisteria sinensis) i la parra verge (Parthenocissus tricuspidata).